# محاکمه ژاندارک

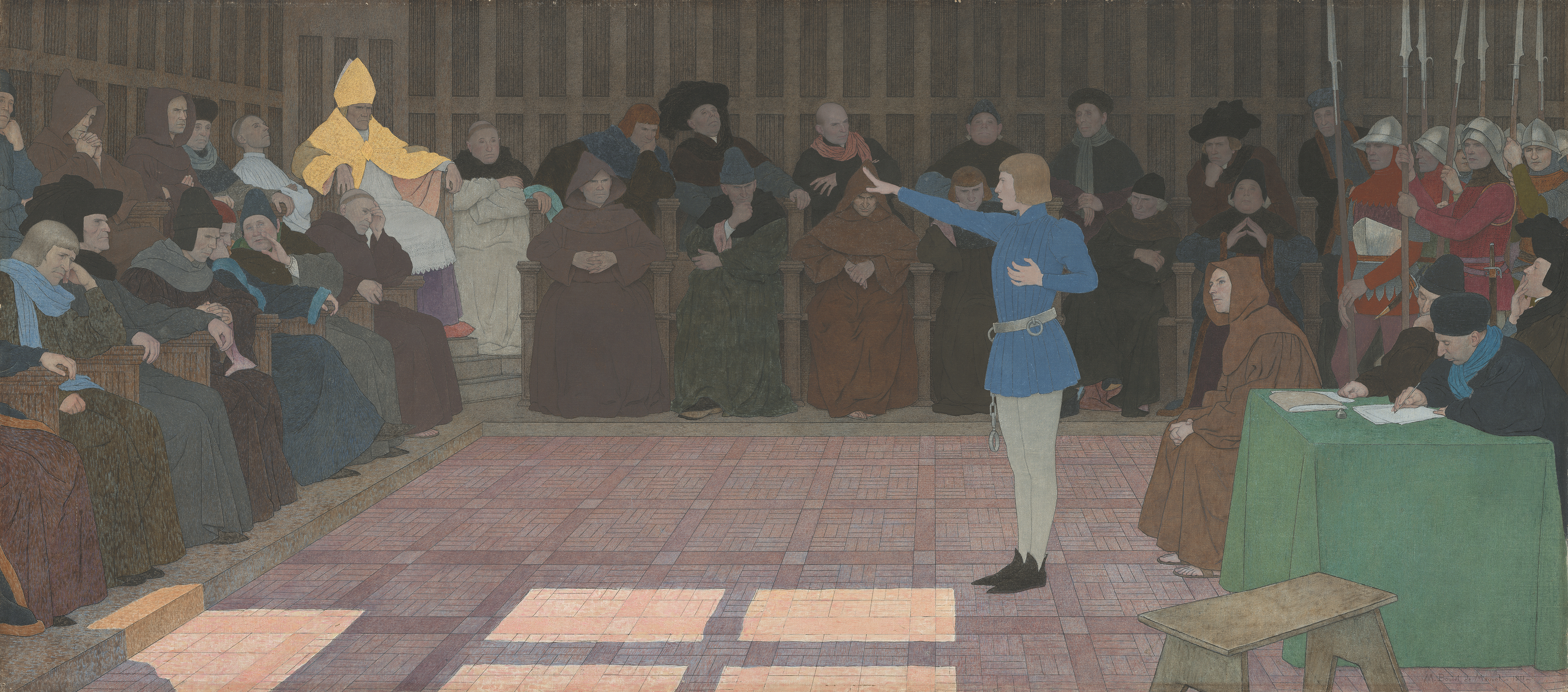
محکمهٔ ژاندارک، اثر لوئی-موریس بوته دو مونول. این اثر اکنون در مالکیت نگارخانه ملی هنر آمریکا قرار دارد.

محاکمهٔ ژاندارک یک روند قضایی در سده ۱۵ میلادی علیه ژان دارک، رهبر نظامی فرانسوی بود که در طول جنگ صدساله برای شارل هفتم می‌جنگید. در جریان محاصره کُنپیینی در سال ۱۴۳۰، او توسط نیروهای بورگوندی دستگیر و سپس به متحدان انگلیسی آن‌ها فروخته شد. ژاندارک در سال ۱۴۳۱ در دادگاهی تحت حمایت انگلیسی‌ها در روآن، نرماندی به اتهام «بدعت و ارتداد» محاکمه شد. دادگاه او را گناهکار شناخت و به جرم ضدیت با قوانین کلیسا در سال ۱۴۳۱ میلادی، در ۱۹ سالگی به آتش کشیده‌شد. این حکم در سال ۱۴۵۶ در جریان دادگاه ایمان‌کاوی که توسط بازرس کل کلیسای کاتولیک، ژان برئال، نظارت می‌شد، باطل اعلام شد. 
ژاندارک به عنوان یک قهرمان ملی در فرانسه شناخته می‌شود. در سال ۱۹۲۰ کلیسای کاتولیک روم او را یک قدیس اعلام کرد. محاکمهٔ ژاندارک یکی از مشهورترین محاکمات در تاریخ اروپا است و موضوع بسیاری از کتاب‌ها و فیلم‌ها شده‌است.